# Borgward P100
Borgward P100 var internbeteckningen för en personbil i storbilsklassen från Borgward. Den tillverkades 1960–1962 i drygt 3000 exemplar och såldes som Großer Borgward. P100 utmärkte sig genom sin luftfjädring. Den tillverkades i Bremen 1959-1962 och i Mexiko 1967–1970.
P100:an presenterades 1959 på IAA i Frankfurt. Det var den första tyska serieproducerade bilen med luftfjädring, ett system som Borgward utvecklat och inte att förväxla med Citroëns gashydrauliska fjädring. Den tillverkades i få exemplar, 1961 tillverkades 1680 stycken. Tillverkningen lades ned i samband med bolagets konkurs, de sista 38 exemplaren tillverkades 1962. 
1963 såldes tillverkningen till bolaget Impulsora Mexicana Automotriz S.A. i Mexiko. Projektet lades ned 1964 på grund av pengabrist men 1966 återupptog Fabrica Nacional de Automoviles SA projektet och 1967-1970 tillverkades 2267 bilar i Mexiko under namnet 230 och 230 GL Pullman.